# Ларсен, Сёрен
Сёрен Ла́рсен (дат. Søren Larsen; род. 6 сентября 1981, Кёге, Роскилле) — датский футболист, нападающий. Выступал в сборной Дании.

## Клубная карьера
Ларсен начал свою спортивную карьеру в клубе «Кёге». В 2001 году он перешёл в стан чемпиона Дании «Брондбю». Не снискав там успехов, он был отдан в аренду клубу «Фрем». В 2004 году был продан в шведский «Юргорден», в составе которого в 2004 году выиграл Кубок Швеции, а в 2005 году и чемпионат. 31 июля 2005 года был продан в немецкий «Шальке 04», с которым подписал четырёхлетний контракт. В Германии получил прозвище «Датский джокер» (нем. Der Dänische Joker). 18 июля 2008 года Сёрен был куплен французским клубом «Тулуза», на замену ушедшему в «Болтон» Юхану Эльмандеру. 14 июля 2011 подписал контракт с «Орхусом» сроком на три года.

## Карьера в сборной
Дебютировал в сборной 2 июля 2007 года в матче с Финляндией. Является лучшим бомбардиром сборной в отборочных играх к ЧМ-2010.

## Статистика

### Матчи Ларсена за сборную Дании
| Матчи Ларсена за сборную Дании | Матчи Ларсена за сборную Дании | Матчи Ларсена за сборную Дании | Матчи Ларсена за сборную Дании | Матчи Ларсена за сборную Дании | Матчи Ларсена за сборную Дании |
| ------------------------------ | ------------------------------ | ------------------------------ | ------------------------------ | ------------------------------ | ------------------------------ |
| №                              | Дата                           | Соперник                       | Счёт                           | Голы Ларсена                   | Соревнование                   |
| 1                              | 2 июня 2005                    | Финляндия                      | 1:0                            | —                              | Товарищеский матч              |
| 2                              | 8 июня 2005                    | Албания                        | 3:1                            | 2                              | Чемпионат мира 2006 (отбор)    |
| 3                              | 17 августа 2005                | Англия                         | 4:1                            | 1                              | Товарищеский матч              |
| 4                              | 3 сентября 2005                | Турция                         | 2:2                            | 1                              | Чемпионат мира 2006 (отбор)    |
| 5                              | 7 сентября 2005                | Грузия                         | 6:1                            | 2                              | Чемпионат мира 2006 (отбор)    |
| 6                              | 8 октября 2005                 | Греция                         | 1:0                            | —                              | Чемпионат мира 2006 (отбор)    |
| 7                              | 12 октября 2005                | Казахстан                      | 2:1                            | —                              | Чемпионат мира 2006 (отбор)    |
| 8                              | 27 мая 2006                    | Парагвай                       | 1:1                            | —                              | Товарищеский матч              |
| 9                              | 31 мая 2006                    | Франция                        | 0:2                            | —                              | Товарищеский матч              |
| 10                             | 21 ноября 2007                 | Исландия                       | 3:0                            | —                              | Чемпионат Европы 2008 (отбор)  |
| 11                             | 11 октября 2008                | Мальта                         | 3:0                            | 2                              | Чемпионат мира 2010 (отбор)    |
| 12                             | 19 ноября 2008                 | Уэльс                          | 0:1                            | —                              | Товарищеский матч              |
| 13                             | 11 февраля 2009                | Греция                         | 1:1                            | —                              | Товарищеский матч              |
| 14                             | 28 марта 2009                  | Мальта                         | 3:0                            | 2                              | Чемпионат мира 2010 (отбор)    |
| 15                             | 1 апреля 2009                  | Албания                        | 3:0                            | 1                              | Чемпионат мира 2010 (отбор)    |
| 16                             | 9 сентября 2009                | Албания                        | 1:1                            | —                              | Чемпионат мира 2010 (отбор)    |
| 17                             | 14 октября 2009                | Венгрия                        | 0:1                            | —                              | Чемпионат мира 2010 (отбор)    |
| 18                             | 1 июня 2010                    | Австралия                      | 0:1                            | —                              | Товарищеский матч              |
| 19                             | 5 июня 2010                    | ЮАР                            | 0:1                            | —                              | Товарищеский матч              |
| 20                             | 24 июня 2010                   | Япония                         | 1:3                            | —                              | Чемпионат мира 2010            |

Итого: 20 матчей / 11 голов; 10 побед, 4 ничьи, 6 поражений.

## Достижения
«Брондбю»:
- Чемпион Дании: 2001/02

«Юргорден»:
- Кубок Швеции: 2004
- Чемпион Швеции:2005